# Senada Ceman
Senada Ceman (* 2. Januar 1995) ist eine luxemburgische Fußballspielerin mit montenegrinischen Wurzeln.

## Karriere

### Verein
Ceman spielte bis zur Winterpause 2017/18 für den RFC Union Luxemburg in der Dames Ligue 1 und trug die Rückennummer 6. Ihre Schwester Bisa spielte ebenfalls beim gleichen Verein. Im Januar 2018 folgte dann der Wechsel zum amtierenden Landesmeister und Ligarivalen Sporting Bettemburg. Eine Saison später gewann sie mit der Mannschaft die nationale Meisterschaft 2018/19 und kam anschließend auch zu zwei Partien in der UEFA Women’s Champions League. Am 1. Juli 2022 schloss sie sich dann dem Ligarivalen FC Mamer 32 an.

### Nationalmannschaft
Am 29. Oktober 2014 kam sie im Rahmen eines Freundschaftsspiels in Koerich gegen Litauen (1:0) zu ihrem ersten Einsatz in der luxemburgischen A-Nationalmannschaft. Auch beim EM-Qualifikationsturnier 2015 in Moldawien kam sie bei allen drei Spielen zum Einsatz. Bis 2019 absolvierte sie insgesamt zehn Partien für die Auswahl des Großherzogtums.

## Erfolge
- Luxemburgische Meisterin: 2019